# Koen de Kort
Koen de Kort (ur. 8 września 1982 w Gouda) – holenderski kolarz szosowy, zawodnik profesjonalnej grupy Trek-Segafredo.

## Najważniejsze zwycięstwa i sukcesy
2004
- 3. miejsce w Paris - Corrèze
- 1. miejsce w Grand Prix Eddy Merckx (z Thomasem Dekkerem)

2005
- 1. miejsce na 4. etapie Tour de l’Avenir

2008
- 4. miejsce w Ster Electrotour
- 5. miejsce w Driedaagse van West-Vlaanderen
- 3. miejsce w mistrzostwach Holandii (jazda indywidualna na czas)

2010
- 10. miejsce w Tour of Britain

2011
- 9. miejsce w Tour de Wallonie
- 10. miejsce w Herald Sun Tour

2012
- 3. miejsce w Dwars door Vlaanderen
- 7. miejsce w Ster ZLM Toer